# Palla coniger
Palla coniger är en fjärilsart som beskrevs av Butler 1896. Palla coniger ingår i släktet Palla och familjen praktfjärilar. Inga underarter finns listade i Catalogue of Life.